# M'Chedallah
M'Chedallah là một đô thị thuộc tỉnh Bouira, Algérie. Dân số thời điểm năm 2002 là 21.593 người.